# أليكس غونزاليس
أليكس غونزاليس (بالإنجليزية: Alex González)‏ (18 مايو 1974 - ) هو ملاكم أمريكي. شارك في الألعاب الأولمبية الصيفية 1992.

## وصلات خارجية
- أليكس غونزاليس على موقع اللجنة الأولمبية الدولية (الإنجليزية)
- أليكس غونزاليس على موقع أوليمبيديا (الإنجليزية)